# Еміліян
Марк Емі́лій Емілія́н (лат. Marcus Aemilius Aemilianus; бл. 207/213 — 253) — римський імператор, який правив протягом трьох місяців у 253 році під час кризи III століття. Був одним з так званих солдатських імператорів.

## Походження та кар'єра
Еміліян народився у 207 чи 213 р. в римській провінції Африка. Згідно з «Епітомами про цезарів» (Epitome de Caesaribus) IV століття), він народився на Гірбі (сучасний о. Джерба поблизу узбережжя Тунісу) та за походженням був мавром; те саме джерело згадує, що Еміліян народився близько 207 р. Історик XII ст. Іоанн Зонара, який вважав Еміліяна скоріше лівійцем, аніж мавром, та ще один літописець XIII ст. стверджують, що на час своєї загибелі у 253 р. Еміліяну було 40 років.
Щодо походження Еміліяна існує дві версії, обидві досить перебільшені: Флавій Євтропій та його перекладач Пеаній, можливо, знеславлюють переможеного узурпатора, стверджуючи, що той походив з незнатної родини. Іоанн Антіохійський згадує, що узурпатор використав своє походження, щоб захопити владу, але це, ймовірно, є частиною пропаганди.
Еміліян був одружений з Корнелією Суперою, жінкою африканського походження; дата шлюбу невідома, але, ймовірно, це сталось до того, як Еміліян залишив Африку, адже вони обидва походили з одного і того ж регіону.
За правління Требоніана Галла та його сина Волузіана у 251—253 роках, Еміліяна відправили командувати армією на Балкани. Його основним обов'язком була охорона кордону вздовж р. Дунай, який зазнавав нападів від готів під проводом короля готів Книви. Після смерті Деція від рук Книви у битві при Абриті, Требоніан Галл заволодів троном, а пізніше був змушений боротися із епідемією невідомої хвороби, що дістала назву чуми Кипріяна. Він не був популярним серед військових, переважно через принизливі угоди, укладені з готами, та бездіяльність щодо перського царя Шапура I, який постійно нападав на східні провінції. За твердженням Іоанна Антіохійського, Еміліян заздрив Требоніану Галлу, бувши командувачем у Мезії, та організував змову проти нього.

## Прихід до влади та загибель
У 253 році готи під проводом Книви порушили укладену з Римом угоду і, перетнувши кордон, напали на Каппадокію, Пессін та Ефес. Приводом для цього стала начебто невиплата римлянами данини, згідно з умовами мирної угоди; сучасні історики вважають, що зникнення данини не було наслідком змін у політиці Риму, а готи, скоріш за все, намагалися дістати користь зі своєї військової могутності. Армією, яка мала захищати регіон, командував Еміліян. Однак недавня поразка у битві при Абриті істотно вплинула на бойовий дух військових. Еміліян підбадьорив їх, нагадавши про славу Рима (за словами Зосима) та пообіцявши багату здобич (за словами Зонари). Римляни атакували готів і, захопивши їх зненацька, вбили більшість ворогів та вдерлися на територію готів, де звільнили полонених та взяли багату здобич. Римські солдати проголосили Еміліяна імператором.
Маючи досить невелике військо, Еміліян не міг чекати, доки чинний імператор Требоніан Галл збере свої сили, тому він залишив провінцію без охорони та швидко рушив з військом на Рим, аби зустріти супротивника раніше, ніж той збере підмогу. Коли Еміліян просувався Фламінієвою дорогою. Требоніан Галл та його син-співправитель Волузіан оголосили його «ворогом держави» та вийшли з військом з Риму назустріч узурпатору. Дві армії зустрілися коло міста Інтерамна (сучасний Терні, Італія), і в битві переміг Еміліян. Галл і Волузіан втекли з рештками армії на північ, можливо, щоб виграти час до приходу підмоги, але на Forum Flaminii (сучасний Фоліньйо), їх вбили власні охоронці, які вважали, що їх нагородять за зраду.
Еміліян рушив на Рим, де римський Сенат, після нетривалого опору, визнав його імператором. За деякими джерелами, після цього Еміліян надіслав листа до Сенату, в якому пообіцяв воювати на славу Імперії у Фракії та проти Персії, а свої владні повноваження передати Сенату, генералом якого він себе вважає. Еміліян отримав титули Пія (лат. Pius), Фелікса (лат. Felix) та Батька Вітчизни (лат. Pater Patriae), tribunicia potestas та був підвищений до рівня Великого понтифіка; однак він не став консулом (що, можливо, є натяком на його низьке походження). Монети часів правління Еміліяна свідчать, що він пропагував себе як військового командира; він зумів перемогти готів, коли ніхто не вважав це можливим, саме тому він був тією людиною, яка мала відновити могутність Римської імперії.
Проте, Валеріан, намісник рейнських провінцій, вже просувався на південь із військом, яке, за Зосимом, було зібрано на допомогу Требоніану Галлу. Але сучасні історики припускають, що ця армія, можливо, мобілізована для воєнних дій на Сході, вирушила тільки після смерті Требоніана, аби підтримати претензії свого генерала на верховну владу. Прибічники Еміліяна, побоюючись громадянської війни та війська Валер'яна, здійняли заколот, внаслідок якого Еміліяна було вбито в Сполетії чи на Сангвінарійському мості, між Орікулумом та Нарні (на півдорозі від Сполетія до Риму), і визнали імператором Валер'яна. Після загибелі Еміліяна на нього було накладено прокляття пам'яті — damnatio memoriae.
Імовірно, також, що узурпатор Сілбаннак, якого Еміліян залишив в Римі перед виступом проти Валер'яна, пізніше намагався захопити імператорський престол, але був вбитий.